# Yevtodiya
Yevtodiya  (ucraniano: Євтодія) es una localidad del Raión de Podilsk en el Óblast de Odesa de Ucrania. Según el censo de 2001, tiene una población de 450 habitantes.